# Vacresse
Vacresse is een buurtschap in de tot de Henegouwse gemeente Jurbise behorende deelgemeente Herchies, bestaande uit de delen la Petite Vacresse en la Grande Vacresse.

## Bezienswaardigheden
- De Protestantse kerk (Temple protestant) aan de Rue du Temple is een protestants kerkgebouw van 1887 in een bescheiden neoclassicistische trant. Het kerkje werd onttrokken aan de eredienst en in 2022 verkocht.
- De Onze-Lieve-Vrouwekerk (Église Notre-Dame) werd gebouwd nadat in 1887 een protestants kerkgebouw tot stand kwam. Als tegenwicht werd een nieuwe parochie opgericht en in 1898 kwam een neogotisch kerkgebouw gereed.

## Natuur en landschap
Ten zuiden van Vacresse ligt een groot bosgebied. De hoogte aan de kerk bedraagt 78 meter.

## Nabijgelegen kernen
Herchies, Erbisoeul, Baudour